# Kardynałowie z nominacji Pawła VI
Kardynałowie z nominacji Pawła VI. Na sześciu konsystorzach papież Paweł VI kreował kardynałami 143 duchownych katolickich (lub 144, jeśli liczyć Iuliu Hossu, którego nominację ogłoszono pośmiertnie). Wśród nich znaleźli się m.in. trzej kolejni papieże, Jan Paweł I (Albino Luciani - nominacja 1973), Jan Paweł II (Karol Wojtyła - nominacja 1967) oraz Benedykt XVI (Joseph Ratzinger - nominacja 1977), a także dwaj inni obok Karola Wojtyły Polacy, Bolesław Filipiak i Bolesław Kominek.

## Konsystorz z 22 lutego 1965
Kościoły tytularne zostały nadane nominatom 25 lutego 1965, z wyjątkiem kardynała Herrera Oria, który otrzymał go 26 marca 1965 oraz kardynałów patriarchów, którym w ogóle nie nadano rzymskich tytułów:
1. Maksymos IV Saigh MSSP, melchicki patriarcha Antiochii – kardynał patriarcha, zm. 5 listopada 1967
2. Paul-Pierre Méouchi, maronicki patriarcha Antiochii – kardynał patriarcha; od 1 kwietnia 1974 bez praw elektorskich, zm. 11 stycznia 1975
3. Stefanos Sidarouss CM, koptyjski patriarcha Aleksandrii – kardynał patriarcha; od 22 lutego 1984 bez uprawnień elektorskich, zm. 23 sierpnia 1987
4. Josyf Slipyj, greckokatolicki arcybiskup większy Lwowa – kardynał prezbiter S. Atanasio; od 17 lutego 1972 bez uprawnień elektorskich, zm. 7 września 1984
5. Lorenz Jäger, arcybiskup Paderborn – kardynał prezbiter S. Leone I; od 23 września 1972 bez uprawnień elektorskich, zm. 1 kwietnia 1975
6. Thomas Cooray OMI, arcybiskup Colombo – kardynał prezbiter Ss. Nereo ed Achilleo; od 28 grudnia 1981 bez uprawnień elektorskich, zm. 29 października 1988
7. Josef Beran, arcybiskup Pragi – kardynał prezbiter S. Croce in Via Flaminia, zm. 17 maja 1969
8. Maurice Roy, arcybiskup Quebecu – kardynał prezbiter Nostra Signora del SS. Sacramento e Ss. Martiri Canadesi; od 25 stycznia 1985 bez uprawnień elektorskich, zm. 24 października 1985
9. Joseph-Marie-Eugène Martin, arcybiskup Rouen – kardynał prezbiter S. Teresa al Corso d’Italia; od 9 sierpnia 1971 bez uprawnień elektorskich, zm. 21 stycznia 1976
10. Owen McCann, arcybiskup Cape Town – kardynał prezbiter S. Prassede; od 29 czerwca 1987 bez uprawnień elektorskich, zm. 26 marca 1994
11. Léon-Étienne Duval, arcybiskup Algieru – kardynał prezbiter S. Balbina; od 9 listopada 1983 bez uprawnień elektorskich, zm. 30 maja 1996
12. Ermenegildo Florit, arcybiskup Florencji – kardynał prezbiter Regina Apostolorum; od 5 lipca 1981 bez uprawnień elektorskich, zm. 8 grudnia 1985
13. Franjo Šeper, arcybiskup Zagrzebia – kardynał prezbiter Ss. Pietro e Paolo in Ostiense, zm. 30 grudnia 1981
14. John Heenan, arcybiskup Westminster – kardynał prezbiter S. Silvestro in Capite, zm. 7 listopada 1975
15. Jean Villot, arcybiskup Lyonu – kardynał prezbiter SS. Trinita al Monte Pincio, następnie kardynał biskup Frascati (12 grudnia 1974), zm. 9 marca 1979
16. Paul Zoungrana MAfr, arcybiskup Ouagadougou – kardynał prezbiter S. Camillo agli Orti Sallustiani; od 3 września 1997 bez uprawnień elektorskich, zm. 4 czerwca 2000
17. Lawrence Shehan, arcybiskup Baltimore – kardynał prezbiter S. Clemente; od 18 marca 1978 bez uprawnień elektorskich, zm. 26 sierpnia 1984
18. Enrico Dante, tytularny arcybiskup Karpazji, sekretarz Kongregacji ds. Obrzędów – kardynał prezbiter S. Agata, zm. 24 kwietnia 1967
19. Cesare Zerba, tytularny arcybiskup Kolossów, sekretarz Kongregacji ds. Dyscypliny Sakramentów – kardynał prezbiter Nostra Signora del Sacro Cuore in Piazza Navona; od 15 kwietnia 1972 bez uprawnień elektorskich, zm. 11 lipca 1973
20. Agnelo Rossi, arcybiskup São Paulo – kardynał prezbiter Gran Madre di Dio, następnie kardynał biskup Sabina e Poggio Mirteto (25 czerwca 1984), kardynał biskup Ostii i Sabina-Poggio Mirteto (19 grudnia 1986), kardynał biskup Sabina-Poggio Mirteto (31 maja 1993); od 4 maja 1993 bez uprawnień elektorskich, zm. 21 maja 1995
21. Giovanni Colombo, arcybiskup Mediolanu – kardynał prezbiter Ss. Silvestro e Martino; od 6 grudnia 1982 bez uprawnień elektorskich, zm. 20 maja 1992
22. William Conway, arcybiskup Armagh – kardynał prezbiter S. Patrizio a Villa Ludovisi, zm. 17 kwietnia 1977
23. Ángel Herrera Oria, biskup Malagi – kardynał prezbiter Sacro Cuore di Maria a Piazza Euclide (tytuł nadany 26 marca 1965), zm. 28 lipca 1968
24. Federico Callori di Vignale, majordom papieski, tytularny arcybiskup Maiuca – kardynał diakon S. Giovanni Bosco; od 1 stycznia 1971 bez uprawnień elektorskich, zm. 10 sierpnia 1971
25. Josef-Leon Cardijn, tytularny arcybiskup Tusuro – kardynał diakon S. Michele Arcangelo a Pietralata, zm. 25 lipca 1967
26. Charles Journet, tytularny arcybiskup Fornos Minore – kardynał diakon S. Maria in Portico, następnie kardynał prezbiter S. Maria in Portico (5 marca 1973); od 26 stycznia 1971 bez uprawnień elektorskich, zm. 15 kwietnia 1975
27. Giulio Bevilacqua Orat, tytularny arcybiskup Guadiana – kardynał diakon S. Girolamo della Carità, zm. 6 maja 1965

## Konsystorz z 26 czerwca 1967
1. Nicolás Fasolino, arcybiskup Santa Fe – kardynał prezbiter Beata Vergine Addolorata a Piazza Buenos Aires (tytuł nadany 29 czerwca 1967), zm. 13 sierpnia 1969
2. Antonio Riberi, tytularny arcybiskup Dara, nuncjusz w Hiszpanii – kardynał prezbiter S. Girolamo della Carità (tytuł nadany 25 lipca 1967), zm. 16 grudnia 1967
3. Giuseppe Beltrami, tytularny arcybiskup Damaszku, nuncjusz w Holandii – kardynał prezbiter S. Maria Liberatrice al Monte Testaccio (tytuł nadany 29 czerwca 1967); od 1 stycznia 1971 bez uprawnień elektorskich, zm. 13 grudnia 1973
4. Alfredo Pacini, tytularny arcybiskup Germia, nuncjusz w Szwajcarii – kardynał prezbiter Ss. Angeli Custodi a Città Giardino (tytuł nadany 29 czerwca 1967), zm. 23 grudnia 1967
5. Gabriel-Marie Garrone, tytularny arcybiskup Torre di Numidia, proprefekt Kongregacji ds. Seminariów i Uniwersytetów – kardynał prezbiter S. Sabina (tytuł nadany 29 czerwca 1967); od 12 października 1981 bez uprawnień elektorskich, zm. 15 stycznia 1994
6. Patrick O’Boyle, arcybiskup Waszyngtonu – kardynał prezbiter S. Nicola in Carcere (tytuł nadany 29 czerwca 1967); od 18 lipca 1976 bez uprawnień elektorskich, zm. 10 sierpnia 1987
7. Egidio Vagnozzi, tytularny arcybiskup Miry, delegat apostolski w USA – kardynał diakon S. Giuseppe in Via Trionfale (tytuł nadany 29 czerwca 1967), następnie kardynał prezbiter S. Giuseppe in Via Trionfale (15 marca 1973), zm. 26 grudnia 1980
8. Maximilien de Fürstenberg, tytularny arcybiskup Palto, nuncjusz w Portugalii – kardynał prezbiter Sacro Cuore di Gesù a Castro Pretorio (tytuł nadany 15 lipca 1967); od 23 października 1984 bez uprawnień elektorskich, zm. 22 września 1988
9. Antonio Samorè, tytularny arcybiskup Tyrnowa, sekretarz Kongregacji Nadzwyczajnych Spraw Kościoła – kardynał prezbiter S. Maria sopra Minerva (tytuł nadany 29 czerwca 1967), następnie kardynał biskup Sabina e Poggio Mirteto (25 stycznia 1974), zm. 3 lutego 1983
10. Francesco Carpino, tytularny arcybiskup Sardyki, proprefekt Kongregacji Dyscypliny Sakramentów – kardynał prezbiter S. Maria Ausiliatrice in via Tuscolana (tytuł nadany 29 czerwca 1967), następnie kardynał biskup Albano (27 stycznia 1978); od 18 maja 1985 bez uprawnień elektorskich, zm. 5 października 1993
11. José Clemente Maurer CSsR, arcybiskup Sucre – kardynał prezbiter SS. Redentore e S. Alfonso in via Merulana (tytuł nadany 29 czerwca 1967); od 13 marca 1980 bez uprawnień elektorskich, zm. 27 czerwca 1990
12. Pietro Parente, tytularny arcybiskup Ptolemaidy, sekretarz Kongregacji Nauki Wiary – kardynał prezbiter S. Lorenzo in Lucina (tytuł nadany 29 czerwca 1967); od 16 lutego 1971 bez uprawnień elektorskich, zm. 29 grudnia 1986
13. Carlo Grano, tytularny arcybiskup Tessaloniki, nuncjusz we Włoszech – kardynał prezbiter S. Marcello (tytuł nadany 15 lipca 1967); od 1 stycznia 1971 bez uprawnień elektorskich, zm. 2 kwietnia 1976
14. Angelo Dell’Acqua OSsCA, tytularny arcybiskup Chalcedonu, substytut sekretarza stanu, sekretarz Szyfrów – kardynał prezbiter Ss. Ambrogio e Carlo (tytuł nadany 29 czerwca 1967), zm. 27 sierpnia 1972
15. Dino Staffa, tytularny arcybiskup Cezarei Palestyńskiej, proprefekt Sygnatury Apostolskiej – kardynał prezbiter Sacro Cuore di Gesù Cristo Re (tytuł nadany 29 czerwca 1967), następnie kardynał prezbiter S. Maria sopra Minerva (24 maja 1976), zm. 7 sierpnia 1977
16. Pericle Felici, tytularny arcybiskup Samosaty, sekretarz generalny Centralnej Komisji Koordynacyjnej Spraw Posoborowych, proprefekt Papieskiej Komisji ds. Rewizji Kodeksu Prawa Kanonicznego – kardynał diakon S. Apollinare (tytuł nadany 29 czerwca 1967), następnie kardynał prezbiter S. Apollinare (30 czerwca 1979), zm. 22 marca 1982
17. John Krol, arcybiskup Filadelfii – kardynał prezbiter S. Maria della Mercede e S. Adriano (tytuł nadany 29 czerwca 1967); od 26 października 1990 bez uprawnień elektorskich, zm. 3 marca 1996
18. Pierre Veuillot, arcybiskup Paryża – kardynał prezbiter S. Luigi dei Francesi (tytuł nadany 29 czerwca 1967), zm. 14 lutego 1968
19. John Cody, arcybiskup Chicago – kardynał prezbiter S. Cecilia (tytuł nadany 29 czerwca 1967), zm. 25 kwietnia 1982
20. Corrado Ursi, arcybiskup Neapolu – kardynał prezbiter S. Callisto (tytuł nadany 29 czerwca 1967); od 26 lipca 1988 bez uprawnień elektorskich, zm. 29 sierpnia 2003
21. Alfred Bengsch, arcybiskup Berlina – kardynał prezbiter S. Filippo Neri in Eurosia (tytuł nadany 29 czerwca 1967), zm. 13 grudnia 1979
22. Justinus Darmojuwono, arcybiskup Semarang – kardynał prezbiter SS. Nomi di Gesù e Maria in via Lata (tytuł nadany 29 czerwca 1967), zm. 3 lutego 1994
23. Karol Wojtyła, arcybiskup Krakowa – kardynał prezbiter S. Cesareo in Palatio (tytuł nadany 29 czerwca 1967), od 16 października 1978 papież Jan Paweł II, zm. 2 kwietnia 2005
24. Michele Pellegrino, arcybiskup Turynu – kardynał prezbiter SS. Nome di Gesù (tytuł nadany 29 czerwca 1967); od 25 kwietnia 1983 bez uprawnień elektorskich, zm. 10 października 1986
25. Alexandre-Charles Renard, arcybiskup Lyonu – kardynał prezbiter S. Francesco da Paola ai Monti (tytuł nadany 29 czerwca 1967), następnie kardynał prezbiter SS. Trinità al Monte Pincio (24 maja 1976), zm. 8 października 1983
26. Francis Brennan, dziekan Roty Rzymskiej, tytularny arcybiskup Tubune di Mauritania – kardynał diakon S. Eustachio (tytuł nadany 29 czerwca 1967), zm. 2 lipca 1968
27. Benno Gut OSB, prymas Konfederacji Benedyktyńskiej, tytularny arcybiskup Tuccabora – kardynał diakon S. Giorgio in Velabro (tytuł nadany 29 czerwca 1967), zm. 8 grudnia 1970

## Konsystorz z 28 kwietnia 1969

### Nominacje jawne
Nominaci otrzymali kościoły tytularne 30 kwietnia 1969.
1. Paul Yü Pin, arcybiskup Nankinu – kardynał prezbiter Gesù Divin Lavoratore, zm. 16 sierpnia 1978
2. Alfredo Vicente Scherer, arcybiskup Porto Alegre – kardynał prezbiter Nostra Signora de La Salette; od 5 lutego 1983 bez uprawnień elektorskich, zm. 9 marca 1996
3. Julio Rosales, arcybiskup Cebu – kardynał prezbiter Sacro Cuore di Gesù a Vitinia, zm. 2 czerwca 1983
4. Gordon Joseph Gray, arcybiskup St. Andrews-Edynburga – kardynał prezbiter S. Chiara a Vigna Clara; od 10 sierpnia 1990 bez uprawnień elektorskich, zm. 19 lipca 1993
5. Peter McKeefry, arcybiskup Wellington – kardynał prezbiter Immacolata al Tiburtino, zm. 18 listopada 1973
6. Miguel Darío Miranda Gómez, arcybiskup Meksyku – kardynał prezbiter S. Maria di Guadalupe a Monte Mario; od 19 grudnia 1975 bez uprawnień elektorskich, zm. 15 marca 1986
7. Joseph Parecattil, syromalabarski arcybiskup Ernakulam – kardynał prezbiter Nostra Signora „Regina Pacis”, zm. 20 lutego 1987
8. John Francis Dearden, arcybiskup Detroit – kardynał prezbiter S. Pio X alla Balduina; od 15 października 1987 bez uprawnień elektorskich, zm. 1 sierpnia 1988
9. François Marty, arcybiskup Paryża – kardynał prezbiter S. Luigi dei Francesi; od 16 maja 1984 bez uprawnień elektorskich, zm. 16 lutego 1994
10. Jéróme Rakotomalala, arcybiskup Tananarivy – kardynał prezbiter S. Maria Consolatrice a Casalbertone, zm. 1 listopada 1975
11. George Flahiff CSB, arcybiskup Winnipeg – kardynał prezbiter S. Maria della Salute a Primavalle; od 26 października 1985 bez uprawnień elektorskich, zm. 22 sierpnia 1989
12. Paul Gouyon, arcybiskup Rennes – kardynał prezbiter Natività di Natività di Nostro Signore Gesù Cristo in via Gallia; od 24 października 1990 bez uprawnień elektorskich, zm. 26 września 2000
13. Mario Casariego y Acevedo CRS, arcybiskup Gwatemali – kardynał prezbiter S. Maria in Aquiro, zm. 15 czerwca 1983
14. Vicente Enrique y Tarancón, arcybiskup Toledo – kardynał prezbiter S. Giovanni Crisostomo a Montesacro Alto; od 14 maja 1987 bez uprawnień elektorskich, zm. 28 listopada 1994
15. Joseph Albert Malula, arcybiskup Kinszasy – kardynał prezbiter Ss. Protomartiri a via Aurelia Antica, zm. 14 czerwca 1989
16. Pablo Munoz Vega SJ, arcybiskup Quito – kardynał prezbiter S. Roberto Bellarmino; od 23 maja 1983 bez uprawnień elektorskich, zm. 3 czerwca 1994
17. Antonio Poma, arcybiskup Bolonii – kardynał prezbiter S. Luca al Prenestino, zm. 24 września 1985
18. John Carberry, arcybiskup St. Louis – kardynał prezbiter S. Giovanni Battista de Rossi a via Latina; od 31 lipca 1984 bez uprawnień elektorskich, zm. 17 czerwca 1998
19. Terence Cooke, arcybiskup Nowego Jorku – kardynał prezbiter Ss. Giovanni e Paolo, zm. 6 października 1983
20. Stephan Sou Hwan Kim, arcybiskup Seulu – kardynał prezbiter S. Felice de Cantalice a Centocelle; od 8 maja 2002 bez uprawnień elektorskich, zm. 16 lutego 2009
21. Arturo Tabera Araoz, CMF, arcybiskup Pampeluny – kardynał prezbiter S. Pietro in Montorio, zm. 13 czerwca 1975
22. Eugênio de Araújo Sales, arcybiskup São Salvador da Bahia – kardynał prezbiter S. Gregorio VII; od 8 listopada 2000 bez uprawnień elektorskich, zm. 9 lipca 2012
23. Joseph Höffner, arcybiskup Kolonii – kardynał prezbiter S. Andrea della Valle; od 24 grudnia 1986 bez uprawnień elektorskich, zm. 16 października 1987
24. John Joseph Wright, biskup Pittsburgh – kardynał prezbiter Gesù Divin Maestro alla Pineta Sacchetti, zm. 10 sierpnia 1979
25. Paolo Bertoli, tytularny arcybiskup Nikomedii, nuncjusz we Francji – kardynał diakon S. Girolamo della Carità, następnie kardynał prezbiter S. Girolamo degli Schiavoni (5 marca 1973), kardynał biskup Frascati (30 czerwca 1979); od 1 lutego 1988 bez uprawnień elektorskich, zm. 8 listopada 2001
26. Sebastiano Baggio, tytularny arcybiskup Efezu, nuncjusz w Brazylii – kardynał diakon Angeli Custodi a Città Girardino, następnie kardynał prezbiter S. Sebastiano alle Catecombe (21 grudnia 1973), kardynał biskup Velletri (12 grudnia 1974); zm. 21 marca 1993
27. Silvio Oddi, tytularny arcybiskup Mezembrii, nuncjusz w Belgii i Luksemburgu – kardynał diakon S. Agata, następnie kardynał prezbiter S. Agata (30 czerwca 1979); od 14 listopada 1990 bez uprawnień elektorskich, zm. 29 czerwca 2001
28. Giuseppe Paupini, tytularny arcybiskup Sebastopolis, nuncjusz w Kolumbii – kardynał diakon Ognissanti in Via Appia Nuova, następnie kardynał prezbiter Ognissanti in Via Appia Nuova (30 czerwca 1979); od 25 lutego 1987 bez uprawnień elektorskich, zm. 18 lipca 1992
29. Giacomo Violardo, tytularny arcybiskup Satafi, sekretarz Kongregacji ds. Dyscypliny Sakramentów – kardynał diakon S. Eustachio, zm. 17 marca 1978
30. Johannes Willebrands, tytularny arcybiskup Mauriana, sekretarz Sekretariatu ds. Jedności Chrześcijan – kardynał diakon Ss. Cosma e Damiano, następnie kardynał prezbiter S. Sebastiano alle Catecombe (6 grudnia 1975); od 4 września 1989 bez uprawnień elektorskich, zm. 2 sierpnia 2006
31. Mario Nasalli Rocca di Corneliano, prefekt Pałacu Apostolskiego, tytularny arcybiskup Ancjum – kardynał diakon S. Giovanni Battista decollato, następnie kardynał prezbiter S. Giovanni Battista decollato (30 czerwca 1979); od 12 sierpnia 1983 bez uprawnień elektorskich, zm. 9 listopada 1988
32. Sergio Guerri, proprezydent Papieskiej Komisji Państwa Watykan, tytularny arcybiskup Trevi – kardynał diakon SS. Nome di Maria al Foro Troiano, następnie kardynał prezbiter Nome di Maria al Foro Troiano (30 czerwca 1979); od 25 grudnia 1985 bez uprawnień elektorskich, zm. 15 marca 1992
33. Jean Daniélou SJ, tytularny arcybiskup Taormina – kardynał diakon S. Saba, zm. 20 maja 1974

### Nominacjain pectore, opublikowana 5 marca 1973
1. Štěpán Trochta SDB, biskup Litomierzyc – kardynał prezbiter S. Giovanni Bosco in via Tuscolana (tytuł nadany 12 kwietnia 1973), zm. 6 kwietnia 1974

5 marca 1973 Paweł VI ujawnił, że na tym konsystorzu mianował in pectore także rumuńskiego arcybiskupa Klużu Iuliu Hossu, który jednak zmarł już 28 maja 1970, wobec czego jego nominacja nie doszła do skutku.

## Konsystorz z 5 marca 1973
Z wyjątkiem kardynała Arnau wszyscy nominaci otrzymali kościoły tytularne 5 marca 1973:
1. Albino Luciani, patriarcha Wenecji – kardynał prezbiter S. Marco; od 26 sierpnia 1978 papież Jan Paweł I, zm. 28 września 1978
2. António Ribeiro, patriarcha Lizbony – kardynał prezbiter S. Antonio da Padova in Via Merulana, zm. 24 marca 1998
3. Sergio Pignedoli, tytularny arcybiskup Ikonium, sekretarz Kongregacji Ewangelizacji Narodów – kardynał diakon S. Giorgio in Velabro, zm. 15 czerwca 1980
4. James Knox, arcybiskup Melbourne – kardynał prezbiter S. Maria in Vallicella, zm. 26 czerwca 1983
5. Luigi Raimondi, tytularny arcybiskup Tarsu, delegat apostolski w USA – kardynał diakon Ss. Biagio e Carlo ai Catinari, zm. 24 czerwca 1975
6. Umberto Mozzoni, tytularny arcybiskup Side, nuncjusz w Brazylii – kardynał diakon S. Eugenio, następnie kardynał prezbiter S. Eugenio (2 lutego 1983), zm. 7 listopada 1983
7. Avelar Brandao Vilela, arcybiskup São Salvador da Bahia – kardynał prezbiter Ss. Bonifacio ed Alessio, zm. 19 grudnia 1986
8. Joseph Cordeiro, arcybiskup Karaczi – kardynał prezbiter S. Andrea delle Fratte, zm. 11 lutego 1994
9. Aníbal Muñoz Duque, arcybiskup Bogoty – kardynał prezbiter S. Bartolomeo all'Isola, zm. 15 stycznia 1987
10. Bolesław Kominek, arcybiskup Wrocławia – kardynał prezbiter S. Croce in Via Flaminia, zm. 10 marca 1974
11. Paul-Pierre Philippe OP, tytularny arcybiskup Herakleopolis, sekretarz Kongregacji Nauki Wiary – kardynał diakon S. Pio V a Villa Carpegna, następnie kardynał prezbiter S. Pio V a Villa Carpegna (2 lutego 1983), zm. 9 kwietnia 1984
12. Pietro Palazzini, tytularny arcybiskup Cezarei Kapadockiej, sekretarz Kongregacji ds. Duchowieństwa – kardynał diakon S. Pier Damiani ai Monti di S. Paolo, następnie kardynał prezbiter S. Pier Damiani ai Monti di S. Paolo (2 lutego 1983); od 19 maja 1992 bez uprawnień elektorskich, zm. 11 października 2000
13. Luis Aponte Martinez, arcybiskup San Juan – kardynał prezbiter S. Maria della Provvidenza a Monteverde; od 4 sierpnia 2002 bez uprawnień elektorskich, zm. 10 kwietnia 2012
14. Raúl Primatesta, arcybiskup Córdoba – kardynał prezbiter Beata Maria Vergine Addolarata a Piazza Buenos Aires; od 14 kwietnia 1999 bez uprawnień elektorskich, zm. 1 maja 2006
15. Salvatore Pappalardo, arcybiskup Palermo – kardynał prezbiter S. Maria d'Itria al Tritone; od 23 września 1998 bez uprawnień elektorskich, zm. 10 grudnia 2006
16. Ferdinando Giuseppe Antonelli OFM, tytularny arcybiskup Idicra, sekretarz Kongregacji ds. Kanonizacji – kardynał diakon S. Sebastiano al Palatino, następnie kardynał prezbiter S. Sebastiano al Palatino (2 lutego 1983); od 14 lipca 1976 bez uprawnień elektorskich, zm. 12 lipca 1993
17. Marcelo González Martín, arcybiskup Toledo – kardynał prezbiter S. Agostino; od 16 stycznia 1998 bez uprawnień elektorskich, zm. 25 sierpnia 2004
18. Louis-Jean Guyot, arcybiskup Tuluzy – kardynał prezbiter S. Agnese fuori le mura; od 7 lipca 1985 bez uprawnień elektorskich, zm. 1 sierpnia 1988
19. Ugo Poletti, tytularny arcybiskup Cittanova, prowikariusz Rzymu – kardynał prezbiter Ss. Ambrogio e Carlo; od 19 kwietnia 1994 bez uprawnień elektorskich, zm. 25 lutego 1997
20. Timothy Manning, arcybiskup Los Angeles – kardynał prezbiter S. Lucia a Piazza d'Armi, zm. 23 czerwca 1989
21. Paul Yoshigorō Taguchi, arcybiskup Osaki – kardynał prezbiter S. Maria in Via, zm. 23 lutego 1978
22. Maurice Michael Otunga, arcybiskup Nairobi – kardynał prezbiter S. Gregorio Barbarigo alle Tre Fontane; od 31 stycznia 2003 bez uprawnień elektorskich, zm. 6 września 2003
23. José Salazar López, arcybiskup Guadalajary – kardynał prezbiter S. Emerenziana a Tor Fiorenza; od 12 stycznia 1990 bez uprawnień elektorskich, zm. 9 lipca 1991
24. Émile Biayenda, arcybiskup Brazzaville – kardynał prezbiter S. Marco „in Agro Laurentino, zm. 23 marca 1977
25. Humberto Sousa Medeiros, arcybiskup Boston – kardynał prezbiter S. Susanna, zm. 17 września 1983
26. Paulo Evaristo Arns OFM, arcybiskup São Paulo – kardynał prezbiter S. Antonio da Padova a Via Tuscolana; od 14 września 2001 bez uprawnień elektorskich, zm. 14 grudnia 2016[1]
27. James Darcy Freeman, arcybiskup Sydney – kardynał prezbiter S. Maria Regina della Pace; od 19 listopada 1987 bez uprawnień elektorskich, zm. 16 marca 1991
28. Narciso Jubany Arnau, arcybiskup Barcelony – kardynał prezbiter S. Lorenzo in Damaso (tytuł nadany 7 czerwca 1973); od 12 sierpnia 1993 bez uprawnień elektorskich, zm. 26 grudnia 1996
29. Hermann Volk, biskup Moguncji – kardynał prezbiter Ss. Fabiano e Venanzio a Villa Fiorelli; od 27 grudnia 1983 bez uprawnień elektorskich, zm. 1 lipca 1988
30. Pio Taofinuʻu SM, biskup Apia – kardynał prezbiter S. Onofrio; od 8 grudnia 2003 bez uprawnień elektorskich, zm. 19 stycznia 2006

## Konsystorz z 24 maja 1976

### Nominacje jawne
Nominaci otrzymali kościoły tytularne 24 maja 1976:
1. Octavio Antonio Beras Rojas, arcybiskup Santo Domingo – kardynał prezbiter S. Sisto; od 16 listopada 1986 bez uprawnień elektorskich, zm. 1 grudnia 1990
2. Opilio Rossi, tytularny arcybiskup Ancyry, nuncjusz w Austrii – kardynał diakon S. Maria Liberatice a Monte Testaccio, następnie kardynał prezbiter S. Lorenzo in Lucina (22 czerwca 1987); od 14 maja 1990 bez uprawnień elektorskich, zm. 9 lutego 2004
3. Giuseppe Maria Sensi, tytularny arcybiskup Sardes, nuncjusz w Portugalii – kardynał diakon Ss. Biagio a Carlo ai Catinari, następnie kardynał prezbiter Regina Apostolorum (22 czerwca 1987); od 27 maja 1987 bez uprawnień elektorskich, zm. 26 lipca 2001
4. Juan Carlos Aramburu, arcybiskup Buenos Aires – kardynał prezbiter S. Giovanni Battista dei Fiorentini; od 11 lutego 1992 bez uprawnień elektorskich, zm. 18 listopada 2004
5. Corrado Bafile, tytularny arcybiskup Antiochii Pizydejskiej, proprefekt Kongregacji ds. Kanonizacyjnych – kardynał diakon S. Maria in Portico, następnie kardynał prezbiter S. Maria in Portico (22 czerwca 1987); od 4 lipca 1983 bez uprawnień elektorskich, zm. 3 lutego 2005
6. Hyacinthe Thiandoum, arcybiskup Dakaru – kardynał prezbiter S. Maria del Popolo; od 2 lutego 2001 bez uprawnień elektorskich, zm. 18 maja 2004
7. Emmanuel Nsubuga, arcybiskup Kampali – kardynał prezbiter S. Maria Nuova, zm. 20 kwietnia 1991
8. Joseph Schröffer, tytularny arcybiskup Volturno, sekretarz Kongregacji Wychowania Katolickiego – kardynał diakon S. Saba; od 20 lutego 1983 bez uprawnień elektorskich, zm. 7 września 1983
9. Lawrence Picachy SJ, arcybiskup Kalkuty – kardynał prezbiter S. Cuore di Maria a Piazza Euclide, zm. 30 listopada 1992
10. Jaime Sin, arcybiskup Manili – kardynał prezbiter S. Maria ai Monti, zm. 21 czerwca 2005
11. William Wakefield Baum, arcybiskup Waszyngtonu – kardynał S. Croce in Via Flaminia; od 21 listopada 2006 bez uprawnień elektorskich, zm. 23 lipca 2015
12. Aloísio Lorscheider OFM, arcybiskup Fortaleza – kardynał prezbiter S. Pietro in Montorio; od 8 października 2004 bez uprawnień elektorskich, zm. 23 grudnia 2007
13. Reginald Delargey, arcybiskup Wellington – kardynał prezbiter Immacolata al Tiburtino, zm. 29 stycznia 1979
14. Eduardo Francisco Pironio, tytularny arcybiskup Tiges, proprefekt Kongregacji ds. Zakonów i Instytutów Świeckich – kardynał diakon Ss. Cosma e Damiano, następnie kardynał prezbiter Ss. Cosma e Damiano (22 czerwca 1987), następnie kardynał biskup Sabina-Poggio Mirteto (11 lipca 1995), zm. 5 lutego 1998
15. László Lékai, arcybiskup Ostrzyhomia – kardynał prezbiter S. Teresa al Corso d’Italia, zm. 30 czerwca 1986
16. Basil Hume OSB, arcybiskup Westminster – kardynał prezbiter S. Silvestro in Capite, zm. 17 czerwca 1999
17. Victor Razafimahatratra, arcybiskup Tananarivy – kardynał prezbiter S. Croce in Gerusalemme, zm. 6 października 1993
18. Dominic Ignatius Ekandem, biskup Ikot Ekpene – kardynał prezbiter S. Marcello, zm. 24 listopada 1995
19. Joseph-Marie Trịnh Như Khuê, arcybiskup Hanoi – kardynał prezbiter S. Francesco di Paola ai Monti, zm. 27 listopada 1978
20. Bolesław Filipiak, dziekan Roty Rzymskiej, tytularny arcybiskup Plestia – kardynał diakon S. Giovanni Bosco, zm. 14 października 1978

### Nominacjain pectore, opublikowana 27 czerwca 1977
1. Frantisek Tomasek, tytularny biskup Buto, administrator archidiecezji praskiej – kardynał prezbiter Ss. Vitale, Gervasio e Protasio (tytuł nadany 27 czerwca 1977); od 30 czerwca 1979 bez uprawnień elektorskich, zm. 4 sierpnia 1992

## Konsystorz z 27 czerwca 1977
1. Giovanni Benelli, arcybiskup Florencji – kardynał prezbiter S. Prisca, zm. 26 października 1982
2. Bernardin Gantin, emerytowany arcybiskup Cotonou, proprzewodniczący Iustitia et Pax – kardynał diakon Sacro Cuore di Cristo Re, następnie kardynał prezbiter Sacro Cuore di Cristo Re (25 czerwca 1984), kardynał biskup Palestriny (29 września 1986), kardynał biskup Ostii i Palestriny (5 czerwca 1993), ponownie kardynał biskup Palestriny (30 listopada 2002); od 8 maja 2002 bez uprawnień elektorskich, zm. 13 maja 2008
3. Joseph Ratzinger, arcybiskup Monachium-Fryzyngi – kardynał prezbiter S. Maria Consolatrice al Tiburtino, następnie kardynał biskup Velletri-Segni (5 kwietnia 1993) i kardynał biskup Ostii i Velletri-Segni (30 listopada 2002); od 19 kwietnia 2005 do 28 lutego 2013 papież Benedykt XVI, następnie emerytowany papież, zm. 31 grudnia 2022 jako ostatni kardynał z nominacji Pawła VI[2]
4. Mario Luigi Ciappi OP, Teolog Domu Papieskiego, tytularny biskup Miseno – kardynał diakon Nostra Signora del S. Cuore, następnie kardynał prezbiter Sacro Cuore di Gesù aggonizante a Vitinia (22 czerwca 1987); od 6 października 1989 bez uprawnień elektorskich, zm. 23 kwietnia 1996